# Gustaf Eneström
Gustaf Hjalmar Eneström (n. 5 septembrie 1852 la Nora - d. 10 iunie 1923 la Stockholm) a fost un matematician, statistician suedez.
A avut contribuții deosebite în istoria matematicii și în studiul vastei opere a lui Euler, pentru care a introdus un mod special de indexare.
A publicat numeroase lucrări în revista periodică Bibliotheca Mathematica, pe care a editat-o și care a funcționat în perioada 1884 - 1915.
Într-unul din numerele acestei reviste a demonstrat divergența seriei: 1/2+ 1/3 + 1/4 + ...

## Scrieri
- 1899: Sur la découverte de l'équation générale des lignes géodésique
- 1906: Über die Demonstratio Jordani de algoritmo
- 1907: Die geometrische Darstellung imaginarer Grössen bei Wallis
- 1913: Über den Algorismus de integris
- 1919: Differentziallen trigonometrischer Funktionen.

1. 1 2 3  Gustaf Hjalmar Eneström (în suedeză), Svenskt biografiskt lexikon
2. 1 2  Gustaf Eneström, AlKindi
3. ↑  Eneström, Gustaf Hjalmar, f. 1852 i Nora stadsförsamling Örebro län, Amanuens e.o. (în suedeză), Sveriges folkräkning 1900, accesat în 30 iulie 2020
4. 1 2  Hedvig Eleonora kyrkoarkiv, Död- och begravningsböcker, SE/SSA/0006/F I/23 (1920-1925), bildid: 00012493_00126, sida 132 (în suedeză), church death record[*], accesat în 30 iulie 2020
5. ↑  Eneström, GUSTAF HJALMAR (în suedeză), Svenskagravar.se[*], accesat în 2 mai 2017
6. 1 2 3 4  IeSBE / Ienestrom, Gustav[*] Verificați valoarea |titlelink= (ajutor)
7. ↑  BSIe1/Ienestriom, Gustav Ialmar[*] Verificați valoarea |titlelink= (ajutor)
8. ↑  Czech National Authority Database, accesat în 1 martie 2022
9. ↑  Autoritatea BnF, accesat în 10 octombrie 2015
10. ↑  CONOR.SI[*] Verificați valoarea |titlelink= (ajutor)